# Josephine Johnson
Josephine Winslow Johnson Cannon, als Autorin bekannt unter ihrem Mädchennamen Josephine Johnson, (* 20. Juni 1910 in Kirkwood, Missouri; † 27. Februar 1990 in Batavia, Ohio) war eine amerikanische Romanautorin, Dichterin und Essayistin. Sie gewann den Pulitzer-Preis für Belletristik im Jahr 1935 im Alter von 24 Jahren für ihren ersten Roman, Now in November. Bis heute ist sie die jüngste Person, die den Preis gewann. In dem Roman, der während der Dürrekatastrophe der 1930er Jahre spielt, dekonstruiert sie die amerikanischen Mythen der harten Arbeit und des familiären Zusammenhalts.
Kurz darauf veröffentlichte sie Winter Orchard, eine Sammlung von Kurzgeschichten, die zuvor in Atlantic Monthly, Vanity Fair, The St. Louis Review und Hound & Horn erschienen waren. Von diesen Geschichten gewannen Dark 1934 und John the Six 1935 einen dritten Preis des O. Henry Awards; weitere O.-Henry-Preise in der Kategorie Best First-Published Story erhielt sie für Alexander to the Park (1942), The Glass Pigeon (1943) und Night Flight (1944).

## Leben
Johnson wurde als Tochter von Benjamin H. Johnson, einem Kaufmann, und Ethel Franklin Johnson geboren. Sie besuchte von 1926 bis 1931 die Washington University in St. Louis, erwarb aber keinen Abschluss. 1932 kehrte sie auf die Familienfarm in Webster Groves, Missouri, zurück. Sie schrieb ihren ersten Roman, Now In November, während sie dort auf dem Dachboden lebte. 1934 gewann sie völlig überraschend mit 24 Jahren den Pulitzer-Preis. Johnson veröffentlichte im Zuge des Erfolgs mehrere weitere Bände, die alle auf dem Dachboden ihrer Mutter entstanden: Winter Orchard and Other Stories, eine Sammlung von Kurzgeschichten, 1936; Unwilling Gypsy und Year's End, beides Bücher mit Gedichten, 1936 bzw. 1939; Jordanstown, einen Roman, 1937 und Paulina: The Story of an Apple-Butter Pot, 1939.
1942 heiratete sie Grant G. Cannon, Chefredakteur des Farm Quarterly. Das Paar zog nach Iowa City, wo sie die nächsten drei Jahre an der University of Iowa lehrte. Im Jahr 1947 zogen sie nach Hamilton County, Ohio, wo sie nach einer Pause von fast zehn Jahren Wildwood veröffentlichte.
Johnson hatte drei Kinder: Terence, Ann und Carol. Die Cannons zogen mit der fortschreitenden Zersiedelung von Cincinnati weiter hinaus und ließen sich auf einem gut 20 Hektar großen bewaldeten Grundstück im Clermont County, Ohio, nieder.
Sie veröffentlichte The Dark Traveler in 1963 und die von den Kritikern gut bewertete Sammlung The Sorcerer's Son and Other Stories im Jahr 1965.
Das Leben der Familie auf dem einsamen Grundstück und auch die Krebserkrankung und der Tod von Grant Cannon 1969 sind Gegenstand von The Inland Island. Viele Kritiker verglichen das Werk mit Walden von Henry David Thoreau und schrieben dem Buch zu, dass es dazu beitrug, ökologische Belange populär zu machen. In einem Essay in der New York Times prangerte Josephine 1969 diejenigen an, von denen sie dachte, dass sie die Umwelt zerstörten. 1970 erhielt sie vom Garden Club of America die Sarah Chapman Francis Medal, die für hervorragende literarische Leistungen verliehen wird.
Ebenfalls 1970 verlieh ihr die Washington University ehrenhalber einen Doctor of Humane Letters und 1974 erhielt sie den American Academy of Arts and Letters Award für Literatur.
Sie veröffentlichte drei weitere Bücher, bevor sie 1990 im Alter von 79 Jahren an einer Lungenentzündung starb.

## Werke
Romane
- Now in November. Simon & Schuster, New York City 1934.; Die November-Schwestern, aus dem Amerikanischen von Bettina Abarbanell, Berlin : Aufbau, 2023, ISBN 978-3-351-03976-9; Novemberernte, aus dem Engl. von Eva Malsch, Bergisch Gladbach : Lübbe, 1994, ISBN 3-404-16121-1; Jetzt im November, Aus dem Amerikan. von Christa Wegen, Wabern : Büchler-Verl., 1971
- Jordanstown. Simon & Schuster, New York City 1937.
- Wildwood. Harper, New York City, London 1946.
- The Dark Traveler. Simon & Schuster, New York City 1963.

Kurzgeschichten
- Winter Orchard and Other Stories. Simon & Schuster, New York City 1936.
- The Sorcerer's Son and Other Stories. Simon & Schuster, New York City 1965.

Gedichte
- The Unwilling Gypsy. Kaleidograph Press, Dallas, TX 1936.
- Year's End. Simon & Schuster, New York City 1935 (poetryfoundation.org).

Sachbuch
- mit Mel Klapholz (Illustrationen): The Inland Island. Simon & Schuster, New York City 1969.[9]
- Seven Houses: A Memoir of Time and Places. Simon & Schuster, New York City 1973.
- mit Dennis Stock: The Circle of Seasons. Viking Press, New York City 1974.
- Florence Farr: Bernard Shaw's „new woman“. Colin Smythe, Gerrards Cross 1975.

Kinderbuch
- Paulina Pot. Simon & Schuster, New York City 1939.